# Limonius californicus
Limonius californicus är en skalbaggsart som först beskrevs av Mannerheim.  Limonius californicus ingår i släktet Limonius och familjen knäppare. Inga underarter finns listade i Catalogue of Life.